# Ozyptila omega
Ozyptila omega là một loài nhện trong họ Thomisidae.
Loài này thuộc chi Ozyptila. Ozyptila omega được Gershom Levy miêu tả năm 1975.